# Rosa Roth
Rosa Roth ist der Titel einer deutschen Fernsehkriminalreihe, die von 1994 bis 2013 vom ZDF ausgestrahlt wurde. Protagonistin ist die gleichnamige Kriminalkommissarin, verkörpert von Iris Berben. Mit der am 12. Oktober 2013 gesendeten 31. Folge wurde die Reihe eingestellt.

## Handlung
Rosa Roth ist Kriminalkommissarin mit Leib und Seele und arbeitet in Berlin. Die Arbeit bei der Polizei ist für sie sehr persönlich, ihre Kollegen Karin von Lomanski, Charly Kubick (übernahm in Der Fall des Jochen B. seine eigene Abteilung) und Jürgen Roeder (starb im Dreiteiler Der Tag wird kommen) sind wie eine Familie für sie. Gemeinsam bearbeiten sie eine Vielzahl von Fällen in und um die Hauptstadt, die nicht selten auch Einfluss auf das Privatleben der Kommissarin nehmen. In der Folge Das Mädchen aus Sumy wurde Rosa Roth als neuer Kollege Markus Körber zur Seite gestellt.

## Konzept
Rosa Roth wurde seit 1994 mit etwa zwei neuen Folgen pro Jahr erst von der Ufa Fernsehproduktion GmbH Berlin und sodann von Moovie the art of entertainment fürs ZDF produziert. Carlo Rola führte bei fast allen Folgen Regie, Produzent war erst Norbert Sauer und sodann Iris Berbens Sohn Oliver. Außer Iris Berben waren auch die übrigen Darsteller von Beginn an lange Zeit unverändert dabei. Thomas Thieme ersetzte Jockel Tschiersch und Zacharias Preen, die langjährige Rollen als Mitarbeiter hatten.
2007 wurde der hochbudgetierte Dreiteiler Der Tag wird kommen gedreht, der Rosa Roth im Kampf gegen den internationalen Terrorismus zeigt und als einer der Höhepunkte der Serie gilt. Zahlreiche namhafte Schauspieler wie Mario Adorf, Jasmin Tabatabai und Ulrich Tukur treten darin auf, Soulsänger Xavier Naidoo komponierte einen eigenen Titelsong für die Episode.

## Besetzung
| Rollenname                               | Schauspieler        | Folgen                       |
| ---------------------------------------- | ------------------- | ---------------------------- |
| Rosa Roth                                | Iris Berben         | 1–31                         |
| Charly Kubick                            | Jockel Tschiersch   | 1–22, 24–25                  |
| Karin von Lomanski                       | Carmen-Maja Antoni  | 1–22, 24–31                  |
| Günther Zorn, Kriminalinspektor          | Gunter Schoß        | 1–3, 5–7, 9–14, 16–22, 25–31 |
| Jürgen Roeder                            | Zacharias Preen     | 1–24                         |
| Markus Körber                            | Thomas Thieme       | 26–31                        |
| Kurt Steinkopf, Kriminaloberrat          | Dieter Kirchlechner | 1, 7, 9–11, 19, 22           |
| Dr. Schiller-Bregentz, Gerichtsmediziner | Ernst Meincke       | 20–22, 26–29                 |

## Episodenliste
| Folge | Titel                                   | Erstausstrahlung          |
| 1     | In Liebe und Tod                        | 5. November 1994          |
| 2     | Lügen                                   | 11. November 1995         |
| 3     | Verlorenes Leben                        | 27. Januar 1996           |
| 4     | Nirgendwohin                            | 16. November 1996         |
| 5     | Montag, 26. November                    | 28. Dezember 1996         |
| 6     | Die Stimme                              | 22. November 1997         |
| 7     | Berlin                                  | 27. Dezember 1997         |
| 8     | Jerusalem oder die Reise in den Tod     | 12. Dezember 1998         |
| 9     | Wintersaat                              | 16. Januar 1999           |
| 10    | Die Retterin                            | 4. Dezember 1999          |
| 11    | Küsse und Bisse                         | 19. Februar 2000          |
| 12    | Tod eines Bullen                        | 30. Dezember 2000         |
| 13    | Täusche deinen Nächsten wie dich selbst | 29. Dezember 2001         |
| 14    | Die Abrechnung                          | 2. Februar 2002           |
| 15    | Geschlossene Gesellschaft               | 28. Dezember 2002         |
| 16    | Die Gedanken sind frei                  | 15. März 2003             |
| 17    | Das leise Sterben des Kolibri           | 27. Dezember 2003         |
| 18    | Freundeskreis                           | 13. März 2004             |
| 19    | Flucht nach vorn                        | 12. März 2005             |
| 20    | Im Namen des Vaters                     | 15. Oktober 2005          |
| 21    | In guten Händen                         | 11. März 2006             |
| 22–24 | Der Tag wird kommen (3 Teile)           | 23., 25. & 28. April 2007 |
| 25    | Der Fall des Jochen B.                  | 1. November 2008          |
| 26    | Das Mädchen aus Sumy                    | 7. Februar 2009           |
| 27    | Das Angebot des Tages                   | 18. September 2010        |
| 28    | Notwehr                                 | 17. September 2011        |
| 29    | Bin ich tot?                            | 19. November 2011         |
| 30    | Trauma                                  | 31. März 2012             |
| 31    | Der Schuss                              | 12. Oktober 2013          |

## Veröffentlichungen
Der Dreiteiler Der Tag wird kommen erschien zeitgleich zur Fernsehausstrahlung auf DVD. Am 25. Mai 2012 kam Rosa Roth Box 1 als DVD heraus. Sie beinhaltet die Folgen 1–6.
Zusätzlich sind die Romane Rosa Roth und Rosa Roth – Verlorenes Leben erschienen.